# ビッグバン・ベイダー
ビッグバン・ベイダー（Big Van Vader、1955年5月14日 - 2018年6月18日）は、アメリカ合衆国の男性プロレスラー、アメリカンフットボール選手。本名はレオン・アレン・ホワイト（Leon Allen White）。カリフォルニア州リンウッド出身で、コロラド州デンバー（ギミック上はロッキー山脈）出身ともされる。
1980年代から2000年代にかけて、新日本プロレス、WCW、UWFインターナショナル、WWF、全日本プロレス、プロレスリング・ノアなど各団体で活動した。
WCWと日本において、IWGPヘビー級王座とWCW世界ヘビー級王座をそれぞれ3度、三冠ヘビー級王座を2度、WCWユナイテッドステイツ・ヘビー級王座を1度獲得し、1993年のバトルボウルペイ・パー・ビューのバトルロイヤルメインイベントで優勝した。ベイダーは1996年にレスリング・オブザーバー・ニュースレター殿堂入りした。
三冠ヘビー級王座とIWGPヘビー級王座の両タイトルを獲得した最初のレスラーで、なおかつ唯一の外国人レスラーでもある。また、世界タッグ王座、IWGPタッグ王座、GHCタッグ王座の3つのタッグ王座を獲得した最初のレスラーでもある。

## 来歴

### アメリカンフットボール
全米レベルのセンターであり、40校の大学から勧誘された。コロラド大学ではオフェンシブラインでプレーし、1977年の全米大学セカンドチームに選出された。大学時代、ジャパンボウルで来日している。大学では 経営学の学士を得た。卒業後の1978年、NFLのロサンゼルス・ラムズにドラフト3巡目24位（全体80位）で入団した。1979年7月、ひざの負傷により、リザーブリストに入った。2年目のシーズンには第14回スーパーボウルでピッツバーグ・スティーラーズとの試合に出場したとする記事があり、本人の右手薬指には常にその証となる『スーパーボウルリング』がつけられている。しかしながら、1978年のNFLドラフトで入団記録はあるが、その後の試合出場記録が確認できず、第14回スーパーボウルのロースター登録もされていない。また、スーパーボウルリングは原則として優勝チーム関係者にしか与えられないため（ラムズはスティーラーズに破れている）、本人がレプリカを所持して自称しているか、記述者がNFCカンファレンスチャンピオンリングをスーパーボウルリングと誤認している可能性がある。
レギュラーシーズンの試合に出場することなく、1980年8月、ラムズから解雇された。1978年の入団から2年間で5回ひざの手術をくり返していた。

### プロレス
NFLからの引退後、ボクシング世界ヘビー級チャンピオンマイク・ウィーバーのスパーリングパートナーなどをしていたが、ブラッド・レイガンズからプロレスのトレーニングを受け、1985年にプロデビュー。本名のレオン・ホワイト（Leon White）として、ベビーフェイスのポジションでAWAのマットに上がる。スコット・アーウィン、ビル・アーウィン、ボリス・ズーコフ、ノード・ザ・バーバリアン、ラリー・ズビスコなどから勝利を収め、1986年には当時のAWA世界ヘビー級王者だったスタン・ハンセンに再三挑戦、ブルーザー・ブロディともシングルマッチで度々対戦した。ヨーロッパではブル・パワー（Bull Power）のリングネームでCWAに参戦、オットー・ワンツを破りCWA世界ヘビー級王座を獲得している。
その後、マサ斎藤にスカウトされ、1987年12月にTPGの刺客、ビッグバン・ベイダー（Big Van Vader）として新日本プロレスに来日。アントニオ猪木対長州力のIWGPヘビー級王座選手権が予定されていたところにTPGが割り込んだため観衆の不満が爆発し、最終的に暴動にまでなるが、ベイダー自身はその騒ぎの中、猪木から3分弱でフォールを奪った（混乱の末に猪木があっけなく負けたことが観衆の怒りに拍車をかけ、新日本はこの件で会場の両国国技館を管理する日本相撲協会から国技館の使用停止処分を受けている）。
1988年より新日本プロレスの常連外国人レスラーとなり、IWGPヘビー級王座やIWGPタッグ王座を獲得。メキシコにも遠征し、1989年11月22日にはカネックからUWA世界ヘビー級王座を奪取。当時新日本と提携していたWCWにも1991年より登場。日本でのキャラクターそのままのモンスターヒールとして、1992年7月12日にはスティングからWCW世界ヘビー級王座を奪取、以降もスティングをはじめロン・シモンズやリック・フレアーとタイトルを争った。
1993年5月、日本ではUWFインターナショナルに移籍。スーパー・ベイダー（Super Vader）に改名し、1994年8月には高田延彦を破ってプロレスリング世界ヘビー級ベルトを奪取した。アメリカではWCWを主戦場に、1994年12月27日にジム・ドゥガンを破りUSヘビー級王座を獲得。1995年はハルク・ホーガンとも抗争を展開した。

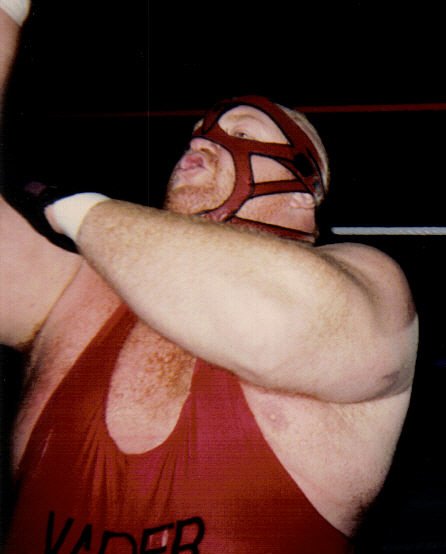
1996年

1996年1月の新日本プロレス東京ドーム大会に、猪木の引退試合(ファイル・カウントダウン)の対戦相手として契約、ビッグバン・ベイダーとして参戦し、激闘を繰り広げた。帰国後はWWFに移籍。翌1997年にかけて、ショーン・マイケルズ、サイコ・シッド、ジ・アンダーテイカー、ブレット・ハートら歴代のWWF世界ヘビー級王者に再三挑戦した。
1997年9月、ケン・シャムロックとの試合貸し出しの形でFMW川崎球場大会に参戦。1998年5月には全日本プロレスに初登場する（リングネームは「ベイダー」を使用）。そして、WWFとの契約解除後の同年11月より本格的に全日本プロレスに定着。年末恒例の世界最強タッグ決定リーグ戦にもハンセンと組んで出場し、準優勝（公式戦は全勝）。1999年3月、ジャイアント馬場没後初の三冠戦（王座決定戦）で田上明を破り三冠ヘビー級王座を獲得、4月にはチャンピオン・カーニバルに優勝。5月の東京ドーム大会（馬場の追悼興行）で三沢光晴に敗れて三冠王座を陥落したものの10月に奪還。2000年2月にはスティーブ・ウィリアムスと組んで世界タッグ王座を奪取。
全日本プロレス分裂後の2000年10月からは、外国人勢では珍しくプロレスリング・ノアに参加。2001年10月にはスコーピオと組んで初代GHCタッグ王座を獲得。ノア離脱後はWJプロレスを経て、ハッスル、全日本プロレス、MAKEHEN、WWE、TNA、レッスルランドに登場。なお、新日本プロレス離脱後、日本国内では「スーパー・ベイダー」「ビッグ・ベイダー」、海外では「Vader」などとリングネームを変更した上、マスクやリングコスチュームも違うデザインのものを使用していたが、2005年頃から再びビッグバン・ベイダーのリングネームを使用している。
2008年、コロラドでプロレスリングスクールの準備やプロレス以外のビジネスなども展開。
2009年2月に元WWEのテストとともに来日し、ベイダータイム1, 2を開催。7月にはトレバー・マードック、ヘイリー・ヘイトレッド、ランス・ケイドらを伴い、ベイダータイム3, 4を開催した。ベイダータイム3での花束贈呈役は当時グラビアアイドルで翌年プロレス入りする愛川ゆず季であった。
2010年4月29日、ベイダータイム5において、自らの復帰戦を息子ジェシー・ホワイトの日本デビュー戦とともに開催し、往年のライバル藤波辰爾と18年ぶりに対戦した。
近年は2005年から本人の権利となっているビッグバン・ベイダーのリングネームを用いることが多い。また、日本でのマネジメントはベイダータイムプロモーション（後にビッグバンタイムプロモーションに改称）が担っている。
2012年では、TBSの「クイズタレント名鑑」の人気企画、「USC～史上最大ガチ相撲トーナメント」第三回に登場。また、この年の中盤では、WWE・RAW1000回目を祝うために、1000回目とその数回前の放送にレジェンドとしてサプライズ登場。観客に大歓声で迎えられ、若手のヒール（悪役）であるヒース・スレイターと対戦し、勝利を飾った。
2017年4月20日、後楽園ホールでの藤波のデビュー45周年記念ツアーに出場。武藤、AKIRAと組み、藤波、長州、越中組と対戦した。試合後のセレモニー中、突然リング上にあおむけに倒れた。その後意識を回復し、自力で控室へ戻った。

## 私生活
カリフォルニア州リンウッドで生まれ、カリフォルニア州コンプトンで育った。サウス・セントラルとして知られるロサンゼルスの治安の悪い地域で姉によって育てられ、姉弟はここで押し入り強盗を経験した。父はアメリカ海兵隊員であった。父はアメリカ海軍の水中溶接士でもあり、自動車用ホイストを発明した。この発明によって家族はより裕福となり、より安全な近隣のベルに引っ越し、ホワイトはベル高校に通った。高校で、彼は陸上チームの砲丸投に参加したり、レスリングやアメリカンフットボールを行った。
1997年の4月のWWFのツアーでクウェートにいる間、ベイダーは当時WWF世界ヘビー級王者であったジ・アンダーテイカーと共にテレビ番組「グッド・モーニング・クウェート」に出演した。インタビュー中、司会者がテイカーとベイダーにプロレスがフェイクかどうかを質問した。それに応じて、ベイダーはテーブルを引っくり返し、司会者のネクタイをわしづかみにし、汚い言葉遣いでこれがフェイクに見えるかを尋ねた。12月に、この事件でホワイトは164米ドルの罰金を課された。
ホワイトの息子のジェシー・ホワイトは1986年4月19日に生まれた。2009年7月、ホワイトは日本でプロレスラーになるために息子のトレーニングを始めた。彼は元々オクラホマ大学に進学し、ナショナル・フットボール・リーグ（NFL）に勧誘されたが、腰のけがで断念せざるを得なかった。2011年4月、WWEと育成契約を結び、解雇される2013年9月16日までジェイク・カーターというリングネームを使用した。
ホワイトはボーン・アゲイン・クリスチャンであった。

### 健康問題と死去

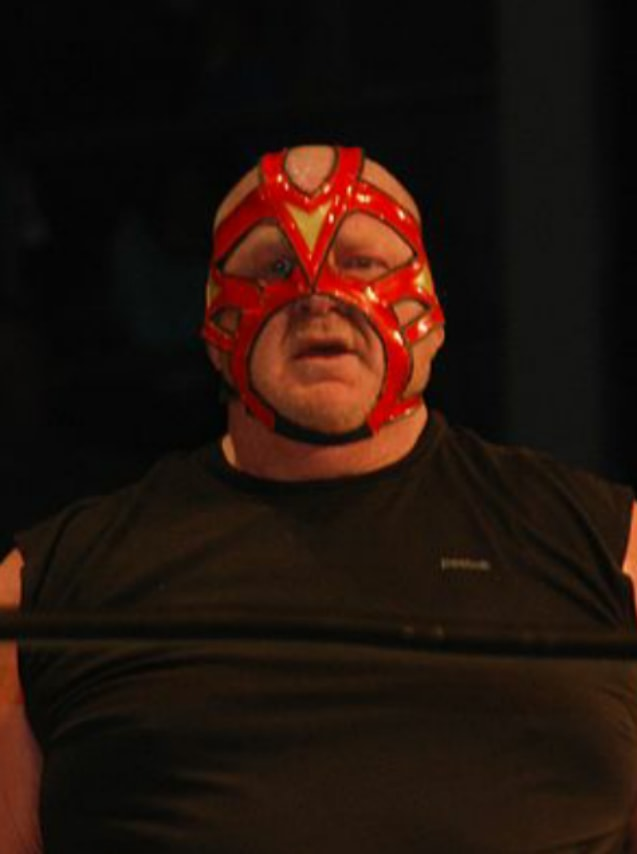
2014年

長年のアルコール中毒と長距離移動が続くこともあり、2007年に離婚した。これをきっかけに飲酒を止め、移動を縮小した。
両人工膝関節置換術を受けたが、これが傷口感染の原因となり、6か月間寝たきりとなった。回復した直後、日本でのサイン会のための飛行機の旅中に気絶し、33日間昏睡状態となり、体重は50 kg減った。
2016年11月8日、自動車横転事故に見舞われ、35分間意識を失っていたとツイートした。6日後、アメリカンフットボールとプロレスのキャリアが原因のうっ血性心不全と診断されたことをツイートした。2人の心臓医を訪問し、余命2年であると宣告されていたことを明らかにした。複数の医師の診察を受け、前向きに回復へ向けて取り組んだ。後に別の医師からより楽観的な診断を受けた。
2017年3月の「Two Man Power Trip of Wrestling」ポッドキャストのインタビューで、診断に関してツイートしたことを後悔していると説明した。プロレスを続けるつもりだと述べ、もし検査が真実であると証明されたならば、リングの上で死にたい、と述べた。プロレスラーのダイヤモンド・ダラス・ペイジはホワイトに手を差し伸べ、ホワイトの体調が整うことを願ってペイジのDDPヨガプログラムを通じて一緒に活動を始めた。
2018年3月12日に心臓手術を受け、5月にも不整脈のために再び心臓手術を受けた。
2018年6月18日の7時25分頃、肺炎による1カ月間にわたる入院生活の後、死去した。63歳だった。
2022年4月1日、WWE殿堂に迎えられた。

## 得意技

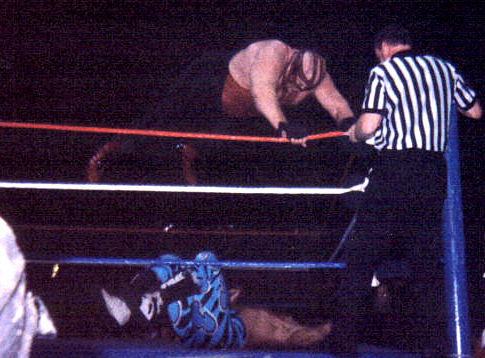
ベイダー・ボム

体格を生かしたパワー・ファイトが主体であるが、身のこなしが軽く空中戦もこなす。得意技ではないが、長州力からIWGPヘビー級王座を獲得した際のフィニッシュ・ホールドは、回転エビ固めである。

### フィニッシュ・ホールド
ビッグ・クランチ（ベイダー・パワーボム）
高角度のパワーボムで、投げ捨て式での使用が多い。
ベイダーサルト・プレス
ベイダーが持つ最大・最強の唯一無二の必殺技で、ここ一番でしか出さない奥の手。下記ムーンサルト・プレスの変形で、回転時に空中で体を斜めに捻る体勢で繰り出す。
ムーンサルト・プレス
コーナーポスト最上段から後方宙返りしながら決めるボディ・プレス。体格の割に身のこなしが軽く、コーナーポスト最上段だけでなくセカンドロープから飛ぶこともある。   上記同様、奥の手としてここ一番で出す。
ビッグバン・クラッシュ
倒れた相手めがけてジャンプし、自身の巨体で押しつぶす技で、いわゆるジャンピング・ボディ・プレス。体重が重い上に、助走を付けて繰り出したり、セカンドロープやトップロープの上から繰り出したりすることもある。
リバース・スプラッシュ（ベイダー・ボム）
全日本〜ノア時代にしばしば使われたフィニッシュ・ホールド。リングを背にしてセカンドロープに上り、そこから真下に仰向けになっている相手にボディ・プレスを決める破壊力抜群の大技。真下の相手を見ながら飛ぶぞ飛ぶぞとフェイントをかけ、プレスするタイミングを計ってから放つため、ありがちな自爆が非常に少なかった。WWEなどでは、この技でフィニッシュすることが多かった。
スカイハイ・チョークスラム
ノア時代に開発したフィニッシュ・ホールド。相手の股の下を自らの片腕を通して喉を掴む。さらに腕を通した相手の片足を自らの肩に乗せてチョークスラム（喉輪落とし）をかける。これにより高角度で投げることができる。雪崩式でも使用する。
ベイダー・アタック
相手に向かって走っていき、ジャンプして正面から腹部をぶつけ、体当たりをする。新日本プロレス継続参戦時代、一時フィニッシュとして多用された。
浴びせ倒し式ベイダー・アタック
ごく稀にしか出さない強烈かつ最も危険な必殺技である。ベイダー・アタック敢行後、通常行うはずの着地をせずに、自分の体重を乗せながら相手を背面に押し倒し、強引に相手をマットに叩き付ける。そのまま馬乗り状態でピンフォールすることもある。

### 投げ技
チョークスラム
いわゆる喉輪落とし。立っている相手の喉を片腕で掴み、そのまま上方に持ち上げたあと、力任せに背中からマットへ投げ落とす。
投げっ放しジャーマン・スープレックス
上半身の力で思いっきり後方に投げる。受身が取りにくく非常に危険な技。投げられた相手は空中で「く」の字になることもある。この技で、1996年1月4日の新日本プロレス東京ドーム大会で、アントニオ猪木を一時失神させたことがある。
変形ボディスラム
相手を横に抱えて落とす変形。飛び技の繋ぎ技として多用している。
垂直落下式ブレーンバスター
リバース・パワーボム
相手の背後から胴に、両腕を回して相手の頭を下に振らせて、腰を抱えたまま宙吊りにすると勢い良く高々と抱え上げて、そのままパワーボムの体勢で相手の顔面から前胴体にマットに叩きつける豪快な技。
当時はまだパワーボムは、フィニッシュにこそ使用していなかったが、得意技で誰も予想していなかった、リバース式と言う形でバリエーションを増やしてみせた。
初公開はUインター参戦時の垣原賢人戦で、垣原はこの一激で完全にＫＯされてしまい凄まじい衝撃を与えた。

### 打撃技
ベイダー・ハンマー（オープン・ハンド・ブロー）
極太の腕で殴るパンチ技で、オープン・ハンド・ブローとも呼ばれる。相手の胴体や首に連発で浴びせる。ルール上ナックルパートが使えないUWFインターナショナルで多用された技で、全日本やノア参戦以降、試合の要所要所で繰り出される。この技は実質腕パンチであるという点で、ビッグバン・ラリアット（ベイダー・ラリアット）と類似する。
ベイダー・タックル
真正面から相手を包み込むように浴びせるタックル。ショルダータックルとは違い、相手自身で壁に激突したようなダメージを与える。
ビッグバン・ラリアット（ベイダー・ラリアット）
タックルのように決めるランニング式と、至近距離から助走なしで決める腕パンチのようなショートレンジ式を使用した。まれにフィニッシュになることもあった。

### 関節技、締め技
ドラゴン・スリーパー
藤波戦で使用して以降、時々使用している。
体固め式アームロック（アームロック式体固め）
仰向けの相手のうえにのしかかり、チキンウィング・アームロックを決めながらピンフォールする。

## タイトル歴
新日本プロレス

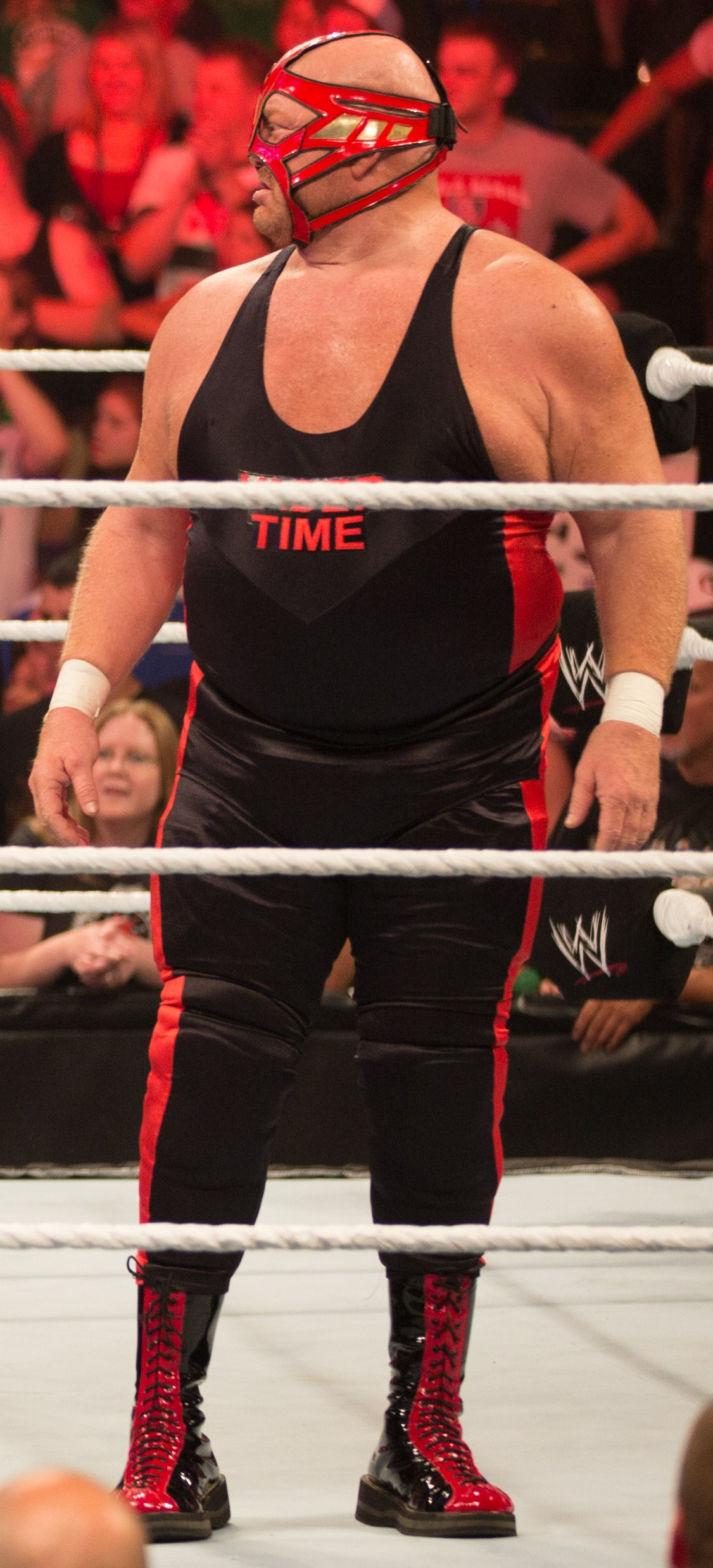
2012年

- IWGPヘビー級王座：3回（第4代、第7代、第10代）[25]
- IWGPタッグ王座（w / クラッシャー・バンバン・ビガロ）：1回[26] （第18代）
- 第4代IWGPヘビー級王座決定＆闘強導夢杯トーナメント優勝（1989年）
- SG TAG LEAGUE優勝（1991年）（w / 藤波辰爾）

全日本プロレス
- 三冠ヘビー級王座：2回（第22代、第24代）[33]
- 世界タッグ王座（w / スティーブ・ウィリアムス）：1回[34]（第41代）
- チャンピオン・カーニバル優勝（1999年）

プロレスリング・ノア
- GHCタッグ王座（w / スコーピオ）：1回 （初代）

UWFインターナショナル
- プロレスリング世界ヘビー級王座：1回（第2代）
- プロレスリングワールドトーナメント優勝（1994年）

WCW
- WCW世界ヘビー級王座：3回[28]
- バトルボウル優勝（1993年）
- WCW USヘビー級王座：1回[29]

UWA
- UWA世界ヘビー級王座：1回[27]

CWA
- CWA世界ヘビー級王座：1回[23]

WWF／WWE
- スラミー賞 : 1996年
- WWE殿堂 : 2022年

プロレス大賞
- 最優秀タッグチーム賞（1998年）（w / スタン・ハンセン）

## マネージャー
- ハーリー・レイス（WCW）
- ジム・コルネット（WWF）
- ポール・ベアラー（WWF）

## 入場曲
- Eyes of the world（rainbow）
- Mastadon
- Vader Time

## コスチューム
新日本プロレス在籍時、甲冑姿でリングインののち、これをリング中央に置き、両手を広げて、「ベイダー!」の叫びと共にスモークが吹き出すギミックを行っていた。この甲冑の制作費は5万ドル（当時のレートだと日本円で700万円）だったとのこと。
覆面レスラーではあるが、気合いが入ってくると覆面を脱いでしまい、時には試合前から脱いでしまったこともあった。のちにストラップ型のマスクに変更。ほぼ素顔が見えており、マスクというより装飾としての位置付けとなった。この場合でも、試合中や試合前に脱ぎ去ることもあった。また水曜日のダウンタウンでケンドーコバヤシからストラップ型ベイダー風マスクを被せられた松本人志が「丸見えやないか。ほとんど身やがな」とぼやいた。
ももいろクローバーZの百田夏菜子が「Z伝説 〜終わりなき革命〜」のPV内にて、コスチュームをオマージュした『ベアダー』という熊のマスコットを着用している。

## その他
- 猪木引退における「ファイナル・カウントダウン」でシングル対決した際、試合中猪木に「ガンバッテー!ガンバッテェー!」と叫びながらベイダーハンマーで殴り続けるという異様な一幕がみられた。
- 実写映画「北斗の拳」に出演している。
- コスチュームをあまり洗濯せず、対戦相手にとっては匂いも厄介な武器になる。三沢光晴は「あいつのタイツは剣道の籠手だよ」と語っていた。
- 新日本プロレス登場当初、山本小鉄には「インベーダー」と、テレビ朝日のアナウンサーには「ビッグ・バンベイダー」と間違って呼ばれたことがあった。ただしアルファベットのつづりはBig Van Vaderであり、これを直接読むのであれば通常はVanは姓の側と一体に読む。天文現象のビッグバン（Big Bang）とは異なる。
- 左上腕に赤黒い傷が見えるが、猪木戦で凶器によって負った傷であり、試合は猪木の反則負け。
- 日本においてソニーのCDラジカセ「DoDeCaHORN CFD-DW95」のCMに出演したことがあり、それを自分の子供たちが誇りに思ってくれたとのこと。
- 自身のベストバウトに1990年2月10日のスタン・ハンセンとのIWGP戦を挙げている。
- ファイトスタイルは「アメリカでやるより日本の方が向いている」と語っている。
- プロレスに馴染むことができず、試合の組み立て方が下手であったトニー・ホームとは犬猿の仲であった[54]。
- 現役生活を続けるにつれてまっすぐ伸ばせなくなるほど肘を悪くしてしまった。アントニオ猪木との対戦でギブアップした際には「肘が完全に伸び切っていないじゃないか」と事情を知らないファンからクレームが付いたこともある[55]。
- 先述の通りアルコール中毒になるほど酒が大好きで、それによるトラブルも多かった。原田 久仁信の「別冊宝島」プロレスシリーズの劇画によると、ノアに参戦した際、ホテルの部屋にて酒を飲み過ぎた末にナイフによる自傷騒ぎを起こしてしまい、それ以降ノアではベイダーをリングに上げて使うことを敬遠するようになってしまったという。